# Slavomír Hrůša
Slavomír Hrůša (* 17. listopadu 1948) je bývalý český fotbalista, obránce.

## Fotbalová kariéra
S týmem Hradce Králové pod vedením trenéra Zdeňka Krejčího postoupil v roce 1972 do první ligy. Trenér Krejčí sestavil tým ze starších (Jindra, Tauchen, Schmidt, Fišer) i mladších (Rott, Lubas, Rolko, Kuchař, Oplt) hráčů. Radost kalilo úmrtí Václava Oplta po smrtelném zranění při zápase v Martině. V následující ligové sezóně Hradec z ligy sestoupil. Po přestupu hrál v sezóně 1974/75 v první lize za Spartu Praha. Nastoupil ve 40 ligových utkáních, gól v lize nedal.

## Ligová bilance
| Ročník                                   | Zápasy | Góly | Klub                   |
| ---------------------------------------- | ------ | ---- | ---------------------- |
| 2. československá fotbalová liga 1971/72 | 19     | 1    | Spartak Hradec Králové |
| 1. československá fotbalová liga 1972/73 | 30     | 0    | Spartak Hradec Králové |
| 2. československá fotbalová liga 1973/74 | -      | -    | Spartak Hradec Králové |
| 1. československá fotbalová liga 1974/75 | 10     | 0    | Sparta Praha           |
| CELKEM 1. liga                           | 40     | 0    |                        |